# Ursia
Ursia is een geslacht van vlinders van de familie tandvlinders (Notodontidae).

## Soorten
- U. furtiva Blanchard, 1971
- U. noctuiformis Barnes & McDunnough, 1911